# Errachidia
Errachidia (arabisk: الرشيدية, Berber: Imetɣaren) er en by i Marokko beliggende i Errachidia-provinsen, og er hovedstad i regionen Drâa-Tafilalet.
Byens indbyggere taler berbisk og marokkansk arabisk.

## Navn
Errachidia var tidligere kendt som "Ksar Es Souk" (berbisk: ⵉⵖⵔⴻⵎ ⵏ ⵓⵍⵣⵓⵣ, Ighrem n Ulzuz), men blev omdøbt til Errachidia omkring 1975, til ære for den anden søn af Hassan II, Moulay Rachid .

## Kultur
Byen var en del af ruten Dakar Rally for i 2006 og 2007.